# Les Surligneurs
Les Surligneurs est un média en ligne français de fact-checking et plus précisément de legal-checking.

## Présentation
Les Surligneurs est un média qui produit des éclairages et des analyses de l'actualité  sous un angle juridique.

## Historique

### Création
Le projet a été créé en 2017, au moment de la campagne présidentielle pour vérifier les déclarations politiques et établir si elles sont correctes, fausses ou trompeuses.
Audrey Darsonville, professeure de droit pénal à l’université Paris-Nanterre, est présidente de l’association et directrice de la publication.
Vincent Couronne, chercheur associé au laboratoire Versailles Institutions Publiques, est directeur général.

### Partenariats
Public Sénat et Les Surligneurs ont noué un partenariat autour de l'émission Sens Public. Les Surligneurs collabore également avec d'autres médias français tels que Les Décodeurs du Monde, LCI et BFM.
Les Surligneurs ont conclu un accord commercial avec l'entreprise Meta dans le cadre de son programme de vérification des faits par des tiers,. Les Surligneurs vérifie les faits sur Facebook et Instagram.

### Modèle économique
D'après Les Surligneurs, moins de 5 % des ressources de l'association proviennent des dons de particuliers ou des cotisations des adhérents. Les autres ressources, en 2022, sont : La fondation Francis-Lefèbvre (20 %), la Fondation Hippocrène (5 %), le laboratoire VIP de l’Université Paris-Saclay (5 %), la Commission européenne (22 %), l’OTAN (5 %), l’International Fact-Checking Network (5 %), l’AFP (6 %), Lextenso (6 %). Le total des revenus de 2022 s’élève à 92 600 €.